# Teatrul de revistă „Constantin Tănase”
Teatrul de Revistă „Constantin Tănase” este un teatru de comedie din municipiul București, a cărui clădire se află pe Calea Victoriei (Sala Savoy). În epoca interbelică a funcționat sub denumirea Teatrul „Cărăbuș”, oferind spectacole de cabaret și divertisment în compania unor importanți actori, între care și Constantin Tănase, al cărui nume teatrul îl poartă în prezent. Managerul teatrului este actorul Vasile Muraru. Director-adjunct a fost Alexandru Arșinel, până în 2022 la decesul său.

## Istoric
Teatrul „Constantin Tănase” este cel mai celebru teatru de revistă din România. Pe scena acestui teatru s-au afirmat și au evoluat cele mai importante personalități ale genului care, preluându-i tradiția, au reînnoit permanent revista românească. Dintre aceștia pot fi amintiți: Constantin Tănase, Maria Tănase, Dan Demetrescu, Vasile Tomazian, Marilena Bodescu, Horia Căciulescu, Radu Zaharescu, Horia Șerbănescu, Alexandru Arșinel, Stela Popescu, Nicu Constantin, Cristina Stamate, Anda Călugăreanu, etc. Până în 1991, Teatrul „Constantin Tănase” a beneficiat de trei scene permanente: Sala Savoy, situată pe Calea Victoriei 33-35, Sala Victoria, situată pe Calea Victoriei 174, și Grădina Boema. În prezent beneficiază numai de scena sălii Savoy și grădina de vara Herăstrău unde teatrul performează în sezonul estival. 
Revista românească modernă este legata de numele și activitatea lui Constantin Tanase și a Companiei „Cărăbuș”, înființată la 2 iulie 1919. La acel moment, adresa teatrului era str. R. Poincaré (actuală Academiei) nr. 32. După Compania Cărăbuș (1919 – 1939) și după dispariția lui Tănase (1945), teatrul a funcționat sub alte denumiri temporare („Ansamblul de Estradă”, apoi „Teatrul de Stat de Estradă” și, în 1962 „Teatrul satiric–muzical Constantin Tănase”) până în anul 1990 când a primit titulatura adecvată, sub care funcționează și astăzi, Teatrul de Revistă „Constantin Tanase”.